# 貝克良

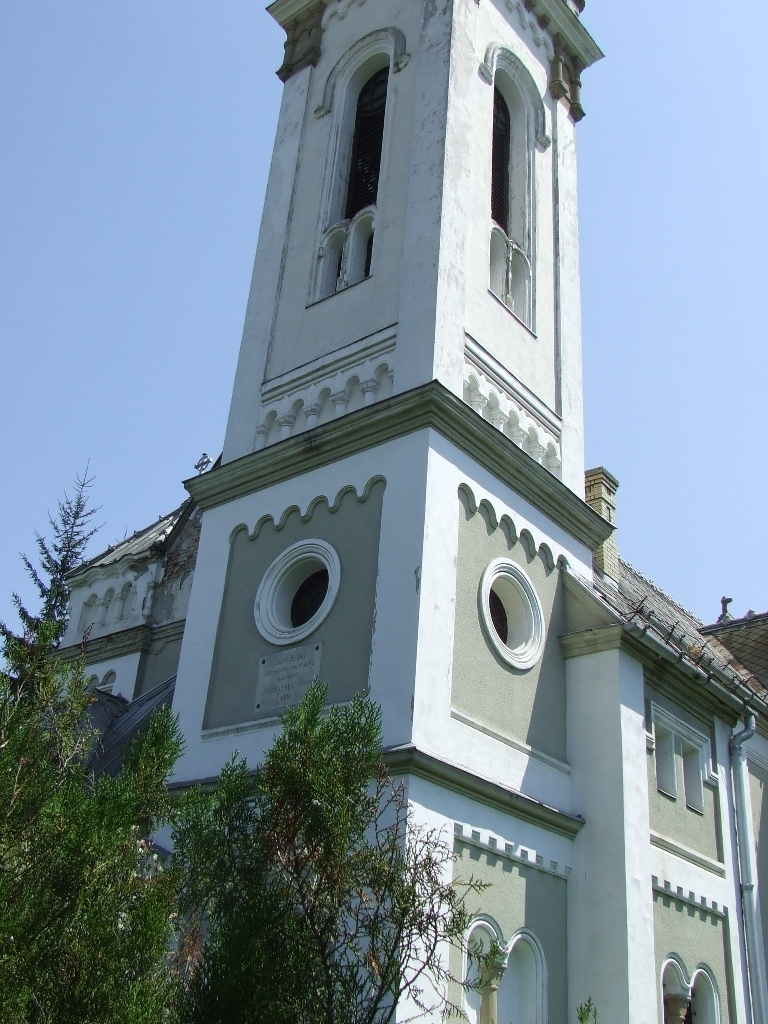

貝克良是羅馬尼亞的城鎮，位於該國;北部，距離首府比斯特里察24公里，由比斯特里察-訥瑟烏德縣負責管轄，面積45.36平方公里，海拔高度259米，2009年人口11,587，大多數居民信奉東正教。